# Baranguá Viejo
Baranguá Viejo (en aragonés: Baranguá Viello) es una localidad despoblada española perteneciente al municipio de Sabiñánigo en la comarca del Alto Gállego, provincia de Huesca, Aragón.

## Historia
Núcleo original de Baranguá, que se encontraba muy próximo al de Arto. Tras abandonar este emplazamiento, se denominaría Baranguá Viejo.
Destacaba la casa solariega propiedad de los López de Baranguá.
El conjunto del pueblo, junto con la casa, quedó en estado de ruina tras un incendio acaecido en la misma a mediados del siglo XX. Muy probablemente, el lugar quedara deshabitado desde aquel entonces.
El lugar de Baranguá Viejo se puede encontrar bajo otras denominaciones, tanto en citas bibliográficas como cartográficas, nombrado como Baranguas, Pardina de Baranguá, Baranguá Alto, o Casas de Baranguá.
Durante el siglo XIX y, en mayor medida, durante el XX se construyó en las cercanías del Molino de Baranguá y la estación ferroviaria de Orna de Gállego, el núcleo de Baranguá Nuevo.

## Toponimia
Se documentan las formas medievales Barangua, Barengra y Berangosse.

### Cita histórica
Una de las primeras citas es, según Ángel Canellas, en el siglo X, recogida en el Cartulario del Monasterio de San Andrés de Fanlo:

Galindo Manchones, poseedor de una faja de tierra en Lasieso, y Jimeno de Barangua, poseedor de una tierra en Fanlo, reconocen la propiedad del Monasterio de Fanlo sobre ambas fincas, y conceden fianza de salvedad.
Ángel Canellas (1963).

## Demografía

### Localidad
Datos demográficos de la localidad de Baranguá Viejo desde 1900:
| --                    | -- | -- | 19 | 19 | 20 | 14 | -- | -- |
| (Fuente: IAEST e INE) |    |    |    |    |    |    |    |    |

- No figura en el Nomenclátor desde el año 1970.
- Datos referidos a la población de derecho.

### Antiguo municipio
Datos demográficos del municipio de Baranguá desde 1842:
| 25            | -- | -- | -- | -- | -- | -- | -- | -- |
| (Fuente: INE) |    |    |    |    |    |    |    |    |

- En el censo de 1842 se denominaba Baranguas y Mesón de Fuente Fanlo.
- Entre el censo de 1857 y el anterior, este municipio desaparece porque se integra en el municipio de Orna de Gállego.
- Datos referidos a la población de derecho, excepto en los censos de 1857 y 1860 que se refieren a la población de hecho.

Los datos del antiguo municipio corresponderían únicamente con los datos de Baranguá Viejo, al no tenerse documentada la existencia de Baranguá Nuevo como núcleo de población en esos años.

## Monumentos y lugares de interés
- Iglesia de los Santos Quirico y Julita (siglo XVIII).[12]

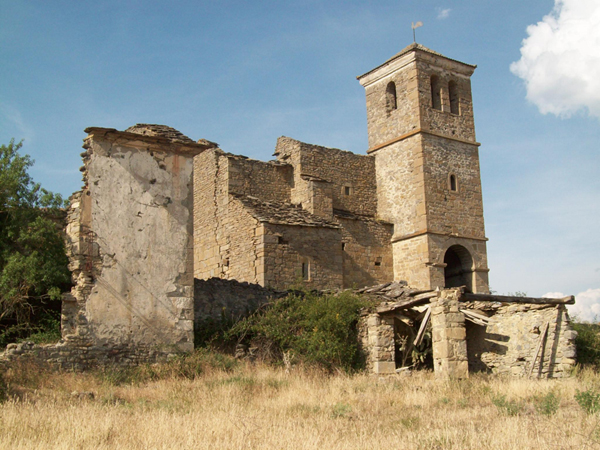
Iglesia de los santos Quirico y Julita
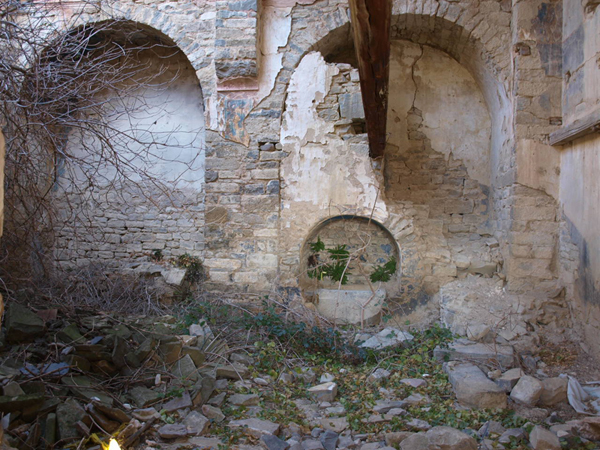
Ruinas de la casa solariega de los López de Baranguá (siglo XVII).
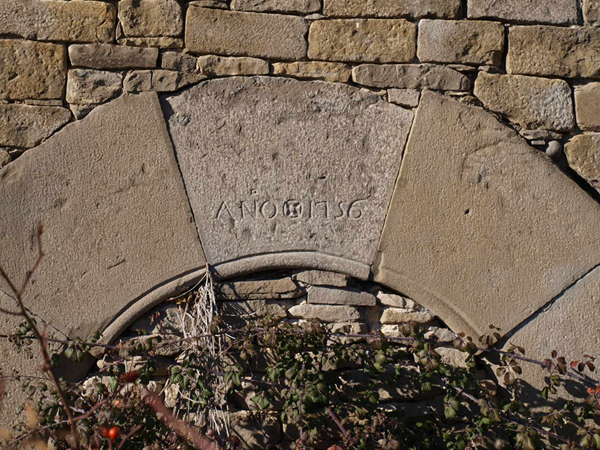
Arco de la iglesia con la fecha: 1756
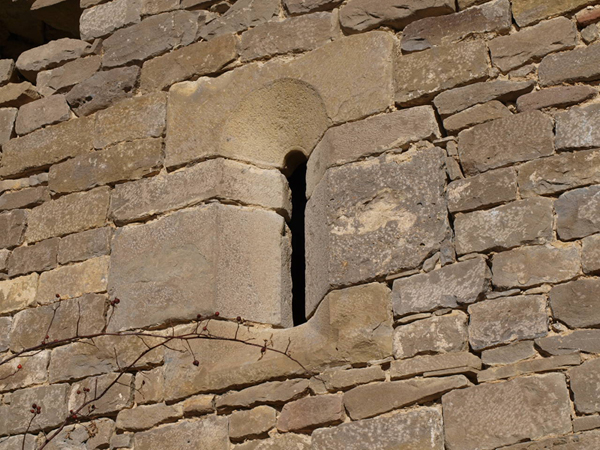
Venta de la iglesia
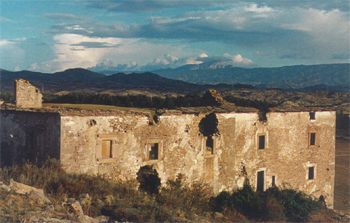
Ruinas de la casa de los López de Baranguá
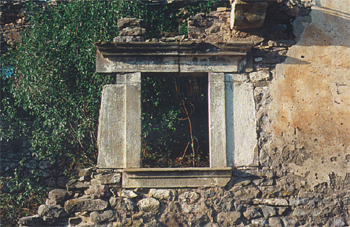
Detalle de la fachada de la casa de los López de Baranguá

- Borda ganadera (siglo XX).[14]

- Iglesia de los santos Quirico y Julita (siglo XVIII)[15]
- Interior de la iglesia[16]
- Arco de la iglesia con la fecha: 1756[16]
- Venta de la iglesia[16]
- Ruinas de la casa de los López de Baranguá (siglo XVII)[17]
- Detalle de la fachada de la casa de los López de Baranguá[17]